# Platyura oberthueri
Platyura oberthueri är en tvåvingeart som först beskrevs av Loïc Matile 1967.  Platyura oberthueri ingår i släktet Platyura och familjen platthornsmyggor.
Artens utbredningsområde är Frankrike. Inga underarter finns listade i Catalogue of Life.